# Zeller See
De Zeller See is een zoetwatermeer in de Oostenrijkse Alpen. Het meer dankt zijn naam aan het aan het meer gelegen stadje Zell am See. Het meer is 4 km lang, 1,5 km breed en maximaal 69 m diep. Het hele meer ligt op bijna 700 m boven zeeniveau.
Het meer wordt gevoed door bergstroompjes die op vele plekken het meer instromen. Er loopt in het zuiden één riviertje uit dat naar de Salzach stroomt.
In de winter is het meer volledig bevroren en wordt het gebruikt voor wintersporten. Het is verboden om te varen op het meer met een boot met verbrandingsmotor, de bootjes die langs de kant te huur zijn, zijn dan ook allemaal elektrisch aangedreven. Alleen de ferry's die het meer oversteken van Zell Am See naar Thumersbach hoeven zich niet aan deze regel te houden. Het water is zeer helder en geschikt voor zwemmen en duiken.
In de zomer vindt in augustus het Zeller See Fest plaats langs het meer.